# Comuna Predești, Dolj
Predești este o comună în județul Dolj, Oltenia, România, formată din satele Bucicani, Predeștii Mici și Predești (reședința).

## Demografie
Componența etnică a comunei Predești
     Români (92,6%)
     Alte etnii (7,4%)
Componența confesională a comunei Predești
     Ortodocși (91,13%)
     Alte religii (1,19%)
     Necunoscută (7,68%)
Conform recensământului efectuat în 2021, populația comunei Predești se ridică la 1.770 de locuitori, în scădere față de recensământul anterior din 2011, când fuseseră înregistrați 1.905 locuitori. Majoritatea locuitorilor sunt români (92,6%). Din punct de vedere confesional, majoritatea locuitorilor sunt ortodocși (91,13%), iar pentru 7,68% nu se cunoaște apartenența confesională.

## Politică și administrație
Comuna Predești este administrată de un primar și un consiliu local compus din 11 consilieri. Primarul, Florian Șerban[*], de la Partidul Național Liberal, este în funcție din 2008. Începând cu alegerile locale din 2024, consiliul local are următoarea componență pe partide politice:
|  | Partid                          | Consilieri | Componența Consiliului | Componența Consiliului | Componența Consiliului | Componența Consiliului | Componența Consiliului | Componența Consiliului | Componența Consiliului | Componența Consiliului | Componența Consiliului |
|  | ------------------------------- | ---------- | ---------------------- | ---------------------- | ---------------------- | ---------------------- | ---------------------- | ---------------------- | ---------------------- | ---------------------- | ---------------------- |
|  | Partidul Național Liberal       | 9          |                        |                        |                        |                        |                        |                        |                        |                        |                        |
|  | Partidul Social Democrat        | 1          |                        |                        |                        |                        |                        |                        |                        |                        |                        |
|  | Alianța pentru Unirea Românilor | 1          |                        |                        |                        |                        |                        |                        |                        |                        |                        |

## Legături externe
- Satele pustiite ale Doljului